# Amâncio João Pereira de Andrade
Amâncio João Pereira de Andrade (? — ?) foi um político brasileiro.
Foi presidente da província de Sergipe, de 17 de dezembro de 1849 a 19 de julho de 1851.